# Flämische Falte

Flämische Falte an Stilrohrgarnitur

Als Flämische Falte bezeichnet man eingenähte Falten einer Fensterdekoration. 
Sie ist eine hochwertigere Alternative zum Schienen- oder Kräuselband beziehungsweise zum Faltenband als oberer Abschluss einer Gardine oder eines Vorhangs.
Charakteristisch ist eine sehr exakte Faltenbildung mit glatten Zwischenräumen zwischen den einzelnen Falten. Da die Falten einzeln eingenäht werden, kann ihr Abstand exakt auf das Muster eines Stoffs abgestimmt werden.
An der Oberkante der Fensterdekoration wird erst ein Steifband angenäht. Der Stoff wird an der Stelle der Falte zusammengefaltet und mit einem speziellen Haken zusammengenäht. Dadurch wird der Faltenkopf fest fixiert und kann im Gegensatz zu anderen Falten, die durch das Kräuseln eines Bandes gebildet wurden, nicht mehr verrutschen. 
Der eingenähte Haken dient als Aufhängung der Dekoration an einer Schiene. Er wird üblicherweise in einen Gleiter, der in der Gardinenschiene läuft, eingehängt. Aber auch eine Kombination mit Stilrohrgarnituren ist möglich.